# Alf Thomsen
Alf Thomsen  var en dansk fodboldspiller.
Thomsen spillede i KB som han vandt det danske mesterskab med 1917.